# Connarus paniculatus
Connarus paniculatus är en tvåhjärtbladig växtart som beskrevs av William Roxburgh. Connarus paniculatus ingår i släktet Connarus och familjen Connaraceae. Inga underarter finns listade i Catalogue of Life.